# マルコ・フェレイラ
マルコ・フェレイラ（Marco Ferreira, 1978年3月12日 - ）は、ポルトガル出身の元サッカー選手。ポジションはフォワード（ウイング）。ポルトガル代表。右サイドを主戦場とするスピードスターである。

## 所属クラブ
- 1996年 - 1997年  FCティルセンセ（ポルトガル語版）
- 1997年  アトレティコ・マドリードB
- 1998年  横浜フリューゲルス
- 1998年 - 1999年  FCパソス・デ・フェレイラ
- 1999年 - 2002年  ヴィトーリアFC
- 2003年 - 2005年  FCポルト

→2004年 - 2005年  ヴィトーリアSC (loan)
→2005年  FCペナフィエル(loan)
- 2006年 - 2008年  SLベンフィカ

→2007年  レスター・シティFC (loan)
→2008年  CFベレネンセス (loan)
- 2008年 - 2010年  エスニコス・ピラエウス

## タイトル
FCポルト
- UEFAカップ：1回 (2002-03)
- UEFAチャンピオンズリーグ：1回 (2003-04)
- スーペル・リーガ：2回 (2002-03, 2003-04)
- タッサ・デ・ポルトガル：1回 (2003-04)
- スーペルタッサ・カンディド・デ・オリベイラ：1回 (2003)